# ルイス・ペレア
ルイス・アマラント・ペレア・モスケラ（Luis Amaranto Perea Mosquera, 1979年1月30日 - ）は、コロンビア出身の元サッカー選手。元コロンビア代表である。ポジションはディフェンダー（センターバック、右サイドバック）。
アトレティコ・マドリードでは、8シーズンプレーし、26,124分、314試合に出場した。クラブな歴史において3人目の外国人選手であり、ディエゴ・ゴディンとフィリペ・ルイスに抜かれるまで最多出場した外国人選手だった。
ルイスの弟はかつてアトレティコ・マドリードBに所属、息子のフアン・ダビドは、アトレティコ・マドリードユースに所属している。

## 経歴

### クラブ
インデペンディエンテ・メデジンからプロデビューし、2003年にアルゼンチンのボカ・ジュニアーズに移籍した。同年にはインターコンチネンタルカップ優勝に貢献した。
2004年6月11日、スペイン・リーガ・エスパニョーラのアトレティコ・マドリードと4年契約を結び、同時期に加入したパブロ・イバニェスとセンターバックのコンビを組むことが多かった。2007-08シーズンはリーグ戦で4位に入り、クラブにとって12シーズンぶりのUEFAチャンピオンズリーグ出場権を獲得した。同シーズン中にはスペイン国籍を取得している。2008年夏にフィオレンティーナからトマーシュ・ウイファルシが加入すると、ペレアはしばしば右サイドバックとして起用され、さらにアヤックスからヨニー・ハイティンハが加入するとレギュラーポジションを失った。ハイティンハがエヴァートンに移籍した2009-10シーズンはレギュラーに戻り、28試合に出場した。

### 代表
2003年9月10日、2006 FIFAワールドカップ・南米予選のボリビア戦 (0-4) でコロンビア代表デビューした。2007年と2011年にはコパ・アメリカにも出場している。

## プレースタイル
最大の特徴は抜群のスピードであり、またカバーリングにも巧さを見せていた。

## 所属クラブ
- インデペンディエンテ・メデジン 2000-2003
- ボカ・ジュニアーズ 2003-2004
- アトレティコ・マドリード 2004-2012
- クルス・アスル 2012-2014

## タイトル
ボカ・ジュニアーズ
- プリメーラ・ディビシオン : 2003-04A
- インターコンチネンタルカップ : 2003

アトレティコ・マドリード
- UEFAインタートトカップ : 2007
- UEFAヨーロッパリーグ : 2009-10, 2011-12
- UEFAスーパーカップ : 2010

クルス・アスル
- コパ・メヒコ : 2013C
- CONCACAFチャンピオンズリーグ : 2013-14